# Бове (округ)
Бове (фр. Beauvais) — округ (фр. Arrondissement) во Франции, один из округов в регионе О-де-Франс. Департамент округа — Уаза. Супрефектура — Бове.
Население округа на 2018 год составляло 230 519 человек. Плотность населения составляет 109 чел./км². Площадь округа составляет 2109,12 км².

## Состав
Кантоны округа Бове (после 22 марта 2015 года):
- Бове-1
- Бове-2
- Гранвилье
- Мерю (частично)
- Муи (частично)
- Сен-Жю-ан-Шоссе (частично)
- Шомон-ан-Вексен

Кантоны округа Бове (до 22 марта 2015 года):
- Бове-Нор-Уэст
- Бове-Нор-Эст
- Бове-Сюд-Уэст
- Гранвилье
- Кревкёр-ле-Гран
- Кудре-Сен-Жерме
- Марсей-ан-Бовези
- Мерю
- Нивиллер
- Ноай
- Онёй
- Сонжон
- Формери
- Шомон-ан-Вексен